# Arthur Reginald Smith
Arthur Reginald Smith (1871–1934) war ein englischer Landschaftsmaler, der für die Wahl seiner Motive aus Nordengland bekannt war. Sein Wirken war in England in seiner Heimat in Yorkshire als auch in Frankreich.

## Biografie
Arthur Reginald Smith wurde 1871 in Skipton-in-Craven in der Grafschaft Yorkshire als Sohn eines Chemikers geboren und wuchs dort auch auf. Sein künstlerisches Handwerk erlernte er an der Keighley School of Art, an der er später auch als Tutor tätig war. 1901 wechselte er an das Royal College of Art (RCA) in London, wo er einen Abschluss erwarb. 1905 wurde ihm eine einjährige Studienreise nach Italien ermöglicht. Danach wurde ihm durch den Leiter dieser Schule Augustus Spencer eine Lehrtätigkeit an verschiedenen Londoner Schulen ermöglicht.
Im Ersten Weltkrieg diente er im Artists Rifles Regiment und kehrte danach in seine Heimat in Yorkshire zurück. Er siedelte sich in Threshfield an, wo er für den Rest seines Lebens verblieb. Am 24. September kehrte er von einem Ausflug an den Strid in der Nähe von Bolton Abbey nicht zurück. Sein Körper und seine Malutensilien wurden Tage später gefunden. Seine Asche wurde in dem Fluss verteilt, der eines seiner bevorzugten Motive war.

## Werke und Verbleib
Es war bekannt für seine Arbeiten mit Wasserfarben. Seine Werke wurden von der Royal Academy, Royal Watercolour Society (RWS) und der Royal Scottish Society of Painters in Watercolours (RSW) ausgestellt.  Bei den letztgenannten Akademien wurde er auch vollwertiges Mitglied. 400 Werke stellte er auch bei der Fine Arts Society aus, wo er 1914 auch eine Alleinausstellung bekam. Er porträtierte auch den Vizekönig von Indien, weiterhin finden sich Werke in der Ausstattung von Marlborough House und Buckingham Palace. Die Illustrationen von Halliwell Sutcliffe’s The Striding Dales (1929) und ein Nachdruck von W G Collingwood’s The Lake Counties (1932) gehen auf ihn zurück. In den Bradford Museums and Galleries sowie im Craven Museum in seiner Heimatstadt Skipton sind Werke von ihm ausgestellt. Das Auktionshaus Bonham’s verkaufte 70 seiner Werke, die sich heute in Giggleswick School befinden.

## Verwechslungsmöglichkeit
Ein ebenfalls künstlerisch tätiger Zeitgenosse trug den Namen Reginald Smith (1855 - 1925), welcher in der Nähe von Bath geboren wurden und wohl hauptsächlich in Bristol tätig war. Er gelangte ebenfalls durch seine Landschaftsmalerei zu Bekanntheit. Seine bevorzugen Motive waren die Küsten und das Meer bei Südengland.